# Oudry
Oudry település Franciaországban, Saône-et-Loire megyében. Lakosainak száma 384 fő (2022. január 1.). Oudry Marly-sur-Arroux, Chassy, Génelard, Palinges, Perrecy-les-Forges és Saint-Vincent-Bragny községekkel határos.

## Népesség
A település népességének változása:
| Lakosok száma | 400  | 396  | 387  | 385  | 383  | 378  | 381  | 384  |
|               | 2014 | 2015 | 2017 | 2018 | 2019 | 2020 | 2021 | 2022 |